# تادايوكي تاكاهاشي
تادايوكي تاكاهاشي (باليابانية: 高橋忠之؛ بالكانا: たかはし ただゆき) هو راقص على الجليد ياباني، ولد في 21 مارس 1956 في طوكيو في اليابان.

## وصلات خارجية
- تادايوكي تاكاهاشي على موقع أوليمبيديا (الإنجليزية)